# Niżnie Baranie Wrótka
Niżnie Baranie Wrótka (słow. Nižné baranie vrátka) – wybitna przełęcz w słowackiej części Tatr Wysokich, położona w ich grani głównej. Znajduje się w długiej północno-zachodniej grani Baranich Rogów, mniej więcej w połowie odcinka nazywanego Baranimi Czubami. Niżnie Baranie Wrótka mają prostokątny kształt i są dobrze widoczne z obu stron grani.
Przełęcz jest wyłączona z ruchu turystycznego. Północne stoki opadają z niej do Śnieżnego Bańdziocha – górnego piętra Doliny Czarnej Jaworowej, południowe natomiast zbiegają do Baranich Pól w Dolinie Pięciu Stawów Spiskich.
Pierwsze wejścia:
- letnie – Zygmunt Klemensiewicz i Roman Kordys, 27 sierpnia 1907 r.,
- zimowe – Miloš Matras i Jaroslav Mlezák, 11 grudnia 1953 r.[2]